# とにかく無性に…
「とにかく無性に…」（とにかくむしょうに…）は、globeの20枚目のシングル。2000年6月14日にavex globeから発売された。

## 解説
資生堂「AQUAIR水分ヘアパックシャンプー」CMソング。
「globe featuring」名義によるそれぞれのソロ活動を経て、半年振りのシングル。globeが英字以外のタイトルをつけるのは、シングル・アルバム通して当楽曲が初となる。
4曲目の後に隠しトラックとしてリミックス「とにかく無性に… (www.secret.mix)」が収録されている。

## 収録曲
| 全作詞: KEIKO・MARC、全作曲・編曲: 小室哲哉。 |                                        |               |            |      |
| #                                             | タイトル                               | 作詞          | 作曲・編曲 | 時間 |
| 1.                                            | 「とにかく無性に… (Straight Run)」     | KEIKO ・ MARC | 小室哲哉   | 5:31 |
| 2.                                            | 「とにかく無性に… (TK remix)」         | KEIKO ・ MARC | 小室哲哉   | 6:44 |
| 3.                                            | 「とにかく無性に… (Web addict remix)」 | KEIKO ・ MARC | 小室哲哉   | 4:46 |
| 4.                                            | 「とにかく無性に… (Acapella)」         | KEIKO ・ MARC | 小室哲哉   | 9:18 |
| 合計時間:                                     | 合計時間:                              | 26:19         |            |      |

## クレジット
- Produced : globe
- Mixed  : Mike Butler (#1)
- Mixed & Remixed : 小室哲哉 (#2), Marc-Panther.com project (#3)
- Art direction & Design : Tycoon Graphics
- Photography : 内田将二

## 収録アルバム
とにかく無性に･･･ (Straight Run)
- outernet
- globe decade -single history 1995-2004-